# Austrochthonius insularis
Austrochthonius insularis är en spindeldjursart som beskrevs av Vitali-di Castri 1968. Austrochthonius insularis ingår i släktet Austrochthonius och familjen käkklokrypare. Inga underarter finns listade.